# Janiodes desquamata
Janiodes desquamata är en fjärilsart som beskrevs av Embrik Strand 1912. Janiodes desquamata ingår i släktet Janiodes och familjen påfågelsspinnare. Inga underarter finns listade i Catalogue of Life.